# فولبورن
فولبورن (به انگلیسی: Fulbourn) یک شهرک، محله مدنی و روستا در بریتانیا است که در کمبریج‌شر جنوبی واقع شده‌است. فولبورن ۴٬۶۷۳ نفر جمعیت دارد.